# Julie Masse
Julie Masse (Longueuil, 3 giugno 1970) è una cantante canadese.

## Biografia
Canadese del Quebec, nel 1990 è diventata una star nel suo Paese con l'album d'esordio, l'eponimo Julie Masse, contenente i singoli C'est Zéro, Billy, Sans t'oublier e Prends bien garde.
Nel 1992 ha inciso il suo secondo disco,  À Contre Jour, altro lavoro di successo, che le ha anche permesso di vincere un Juno Award l'anno dopo.
Nel 1994 ha pubblicato un album in lingua inglese, Circle of One. Nel 1996 è invece uscita una compilation. In seguito Julie Masse ha preferito fare esclusivamente da vocalist per Corey Hart, divenuto suo secondo marito nel 2000. 

## Vita privata
Julie Masse e il marito vivono a Nassau, capitale delle Bahamas, coi quattro figli.

## Discografia parziale
- 1990: Julie Masse
- 1992: À Contre Jour
- 1994: Circle of One